# Kabiye
El kabiye ([kàbɪjɛ̀]; també transcrit com kabiyé, kabiyè, kabye, kabyé, kabyè o cabrais) és una llengua gur dels gurunsi orientals, parlada principalment al nord de Togo. Al llarg del segle xx, hi va haver una emigració massiva cap al centre i al sud del país, així com a Ghana i Benín. Segons l'oficina d'estadística de Lomé, els parlants del kabiye representaven el 23% de la població de Togo el 1999.
El kabiye és una de les dues llengües nacionals de Togo, juntament amb l'ewe. En el context del país, el concepte «llengua nacional» vol dir, actualment, que aquesta llengua és promoguda als mitjans de comunicació nacionals i al sector de l'educació formal com un examen opcional en la matèria al 9è i 10è graus.
El lingüista i missioner Jacques Delord va publicar una primera gramàtica descriptiva del kabiye el 1976. A aquesta li va seguir una nova gramàtica, el 1999, feta per Keziye Lébikaza, que avui dia segueix essent l'obra de referència en la lingüística kabiye. També hi ha un diccionari kabiye-francès. A més, també s'han tractat altres temes, com ara la lingüística comparativa, l'anàlisi del discurs, el contacte de llengües, la lexicologia, la morfologia, la fonologia, la sociolingüística, la sintaxi, l'ortografia dels tons, la tonologia, i el sistema de verbs.

## Ortografia

### Consonants i vocals
| Minúscules | Majúscules | Valor fonètic                                                             | Exemple  | Acepció             |
| ---------- | ---------- | ------------------------------------------------------------------------- | -------- | ------------------- |
| a          | A          | [a]                                                                       | afa      | porc                |
| aa         | AA         | [aː]                                                                      | caa      | pare                |
| aɣ         | AƔ         | [ɑː]                                                                      | haɣ      | gos                 |
| b          | B          | [b]                                                                       | abalʋ    | home                |
| c          | C          | [t͡ʃ]                                                                      | cɔzɔ     | avi                 |
| d          | D          | [d]                                                                       | hodo     | dilluns             |
| ɖ          | Ɖ          | [ɖ]                                                                       | ɖalʋ     | germà gran          |
| e          | E          | [e]                                                                       | egbele   | oncle matern        |
| ee         | EE         | [eː]                                                                      | cee      | demà                |
| eɣ         | EƔ         | [ɤː]                                                                      | aseɣɖe   | testimoni           |
| ɛ          | Ɛ          | [ɛ]                                                                       | ɛvalʋ    | jove lluitador      |
| ɛɛ         | EE         | [ɛː]                                                                      | lɛɛlɛɛyɔ | ara                 |
| ɛɣ         | ƐƔ         | [ʌː]                                                                      | lɛɣ      | perdiu              |
| f          | F          | [f]                                                                       | fɛɖʋ     | sanador             |
| g          | G          | [ɡ]                                                                       | agoza    | primer escardament  |
| gb         | Gb, GB     | [ɡ͡b]                                                                      | ɛgbam    | caçador             |
| h          | H          | [h]                                                                       | habɩyɛ   | camí                |
| i          | I          | [i]                                                                       | tikimiye | pilar               |
| ii         | II         | [iː]                                                                      | kiifezuu | que no respira      |
| iɣ         | IƔ         | [[[Error utilitzant {{IPA symbol}}: "ɯ̘ː" no sha trobat a la llista\|ɯ̘ː]]] | siɣye    | tambor              |
| ɩ          | Ɩ          | [ɪ]                                                                       | wɩsɩ     | sol                 |
| ɩɩ         | ƖƖ         | [ɪː]                                                                      | kɩɩlakʋ  | que no ha estat fet |
| ɩɣ         | ƖƔ         | [[[Error utilitzant {{IPA symbol}}: "ɯ̙ː" no sha trobat a la llista\|ɯ̙ː]]] | pɩɣa     | nen                 |
| j          | J          | [d͡ʒ]                                                                      | ɛjaɖɛ    | país                |
| k          | K          | [k]                                                                       | kɩlakʋ   | llangardaix         |
| kp         | Kp, KP     | [k͡p]                                                                      | kpou     | graner              |
| l          | L          | [l]                                                                       | lidaʋ    | confiança           |
| m          | M          | [m]                                                                       | mʋtʋ     | pasta               |
| n          | N          | [n]                                                                       | neze     | àvia                |
| ñ          | Ñ          | [ɲ]                                                                       | ñɩtʋ     | herba               |
| ŋ          | Ŋ          | [ŋ]                                                                       | heŋ      | ferides             |
| o          | o          | [o]                                                                       | poɖe     | turó                |
| oo         | OO         | [oː]                                                                      | ɖoo      | nit                 |
| ɔ          | Ɔ          | [ɔ]                                                                       | pɔtʋ     | mosquits            |
| ɔɔ         | ƆƆ         | [ɔː]                                                                      | mɔɔyɛ    | os                  |
| p          | p          | [p]                                                                       | pele     | noia                |
| r          | R          | [r]                                                                       | raadiyoo | ràdio               |
| s          | S          | [s]                                                                       | salaka   | presó               |
| t          | T          | [t]                                                                       | taɣ      | pati                |
| u          | U          | [u]                                                                       | cotu     | mostassa            |
| uu         | UU         | [uː]                                                                      | suu      | cua                 |
| ʋ          | Ʋ          | [ʊ]                                                                       | pʋnʋ     | cabra               |
| ʋʋ         | ƲƲ         | [ʊː]                                                                      | pʋʋ      | montanya            |
| v          | V          | [v]                                                                       | ɛvalʋ    | jove lluitador      |
| w          | W          | [w]                                                                       | wiyaʋ    | cap                 |
| y          | Y          | [j]                                                                       | yaɖɛ     | ou                  |
| z          | Z          | [z]                                                                       | mɩzaɣ    | llar                |

L'ortografia estàndard conté una tasa elevada de poligrafia, ja que els cinc grafemes obstruents sonors b, g, gb, v, j són superflus des del punt de vista estrictament fonèmic.
El grafema ⟨r⟩ es reserva per als manlleus.